# Lenglern
Lenglern  ist ein zum Flecken Bovenden in Niedersachsen gehörendes Dorf mit etwa 2200 Einwohnern. Es ist damit nach Bovenden der einwohnerstärkste Teilort des Fleckens, liegt im westlichen Teil des Leinegrabens und wird vom Leinetal durch den Höhenrücken der Lieth getrennt.

## Geografie
Die niedrigste Höhe der Ortslage liegt auf 145 m ü. NHN, diese findet sich in den Wiesen des südöstlichen Ortsteiles, am Bahnhof liegt die Höhe bei 157 m ü.NHN, während sich östlich Lenglerns der langgestreckte Keuperrücken der Lieth mit einer Erhebung von 200 m ü.NHN anschließt. Nordwestlich befindet sich der Kramberg, aus Muschelkalk und Lettenkohlenkeuper gebildet und ca. 207 m ü.NHN hoch. Die höchste Erhebung findet sich, mit 269 m ü.NHN, südwestlich des Ortes mit dem Muschelkalkrücken Oberes Holz. Schotter und Lössverwehungen des Pleistozäns nehmen den größten Teil der Gemarkungsfläche ein. Zudem zieht sich eine Zunge aus Auelehm und Kalksinter durch das Tal.

## Geschichte
Die erste schriftliche Erwähnung des Dorfes ist in einer Urkunde Ottos I. aus dem Jahr 966 überliefert. Darin bestätigt der Kaiser die von seiner Mutter Mathilde getätigte Schenkung von Ländereien in Drodminne (Dortmund), Uuinide (Weende) und Lenglere an das Marienkloster in Enger. Archäologische Funde weisen jedoch auf eine ältere Siedlung hin. Daneben ist unklar, ob es sich bei der Erwähnung von Lenglere tatsächlich um das heutige Dorf Lenglern handelte. So könnte es sich bei Lenglere auch um den Ort Lenklar bei Werne, im Kreis Unna, handeln, welcher im Mittelalter als Lanclar, Lenclere und Lenclar erwähnt wurde. Gestützt würde diese These durch die Nennung der unmittelbar benachbarten Stadt Dortmund. Daneben würde noch Kirchlengern in Frage kommen, der in Quellen die Namen Lengere, Langlere und Lanclerion besitzt.
Nach dem Dreißigjährigen Krieg hatte Lenglern 255 Einwohner, bis 1780 hatte sich die Einwohnerzahl fast verdoppelt. Die Bebauung verdichtete sich entlang und zwischen den beiden in Ost-West-Richtung bzw. Nord-Süd-Richtung verlaufenden Hauptstraßen (Lange Straße/Bovender Straße und Mittelstraße/Holtenser Straße). Seit spätestens 1418 zählte Lenglern zum Amt Harste, welches zum 1. Juli 1823 aufgelöst wurde. Ab diesem Zeitpunkt wechselte der Ort zum 1815 entstandenen Amt Bovenden über und zählte knapp 25 Jahre später etwa 670 Einwohner, die sich auf 109 Wohnhäuser verteilten. Die Einwohnerzahlen blieben in den folgenden Jahren relativ konstant, so zeugen Verzeichnisse für das Jahr 1858 von 688 Einwohnern, während man im Jahre 1866 im Ort 660 Personen zählte.
Die Landwirtschaft hat Lenglern über seine gesamte Geschichte hinweg sehr stark geprägt. 1910 wurde die Bahnstrecke Göttingen–Bodenfelde über Lenglern eröffnet. 1934 wurde im Nordosten des Dorfes eine Luftmunitionsanstalt gebaut, und 1939 begann die Ausbeutung der Eisenerzgrube Marie-Caroline. Dieser Betrieb wurde 1961 geschlossen und das Gelände kurze Zeit später rekultiviert.
Am 1. Januar 1973 wurde Lenglern in den Flecken Bovenden eingegliedert.
Im 20. Jahrhundert wurden ausgedehnte Neubaugebiete nördlich und östlich des Siedlungskerns erschlossen.

Blick von Süden auf Lenglern

## Politik
Lenglern hat einen Ortsrat, der neun Mitglieder umfasst. Seit der Kommunalwahl 2021 ist dieser wie folgt besetzt:
| Ortsrat Lenglern 2021Insgesamt 9 Sitze - SPD: 5 - Grüne: 1 - FDP: 2 - CDU: 1 |

Das Amt des Ortsbürgermeisters ist derzeit von Jörg Woggon besetzt. 

## Martinskirche

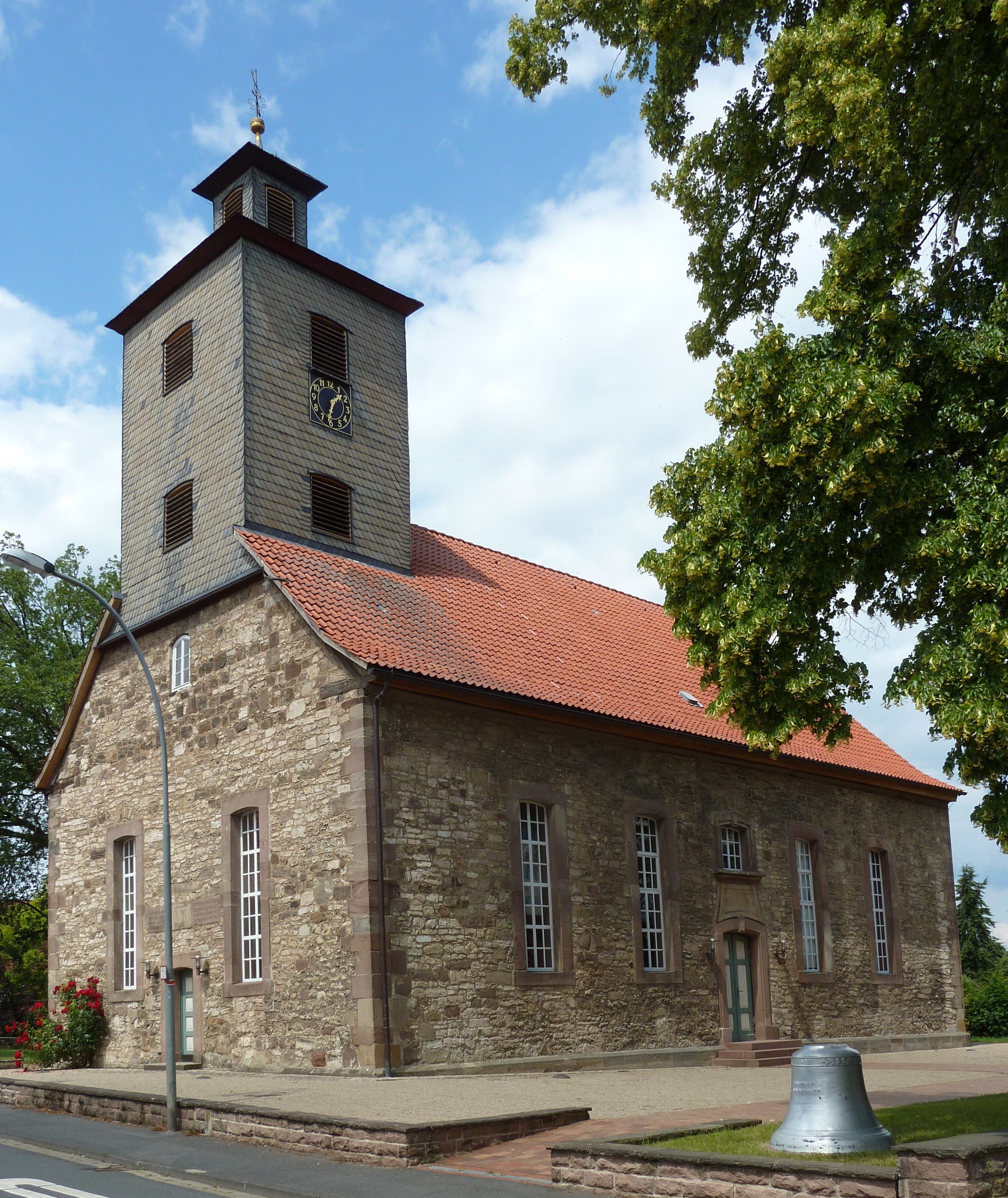
Ev.-luth. Kirche St. Martin

Mit dem Verfall der Vorgängerkirchen im 18. Jahrhundert beschloss das Amt Harste einen Neubau der Martinskirche. Der Gottesdienst fand zwischenzeitlich in einer Scheune statt, während die Glocken ihren Platz temporär auf dem Tie fanden. 1780, 26 Jahre nach Abriss der alten Martinskirche begannen die Arbeiten an der neuen Kirche. Der Kanzelaltar steht im Zentrum. Die Einweihung des Neubaus fand am 4. Juli 1784 statt. Die von Stephan Heeren aus Gottsbüren erbaute Orgel stammt aus dem Jahr 1795 und steht heute unter Denkmalschutz. Eine Inschrift über dem Hauptportal an der Ostseite der Martinskirche nennt die am Neubau beteiligten Kirchenkommissare und Pastor Eberhard Johann Baring.

## Besonderes

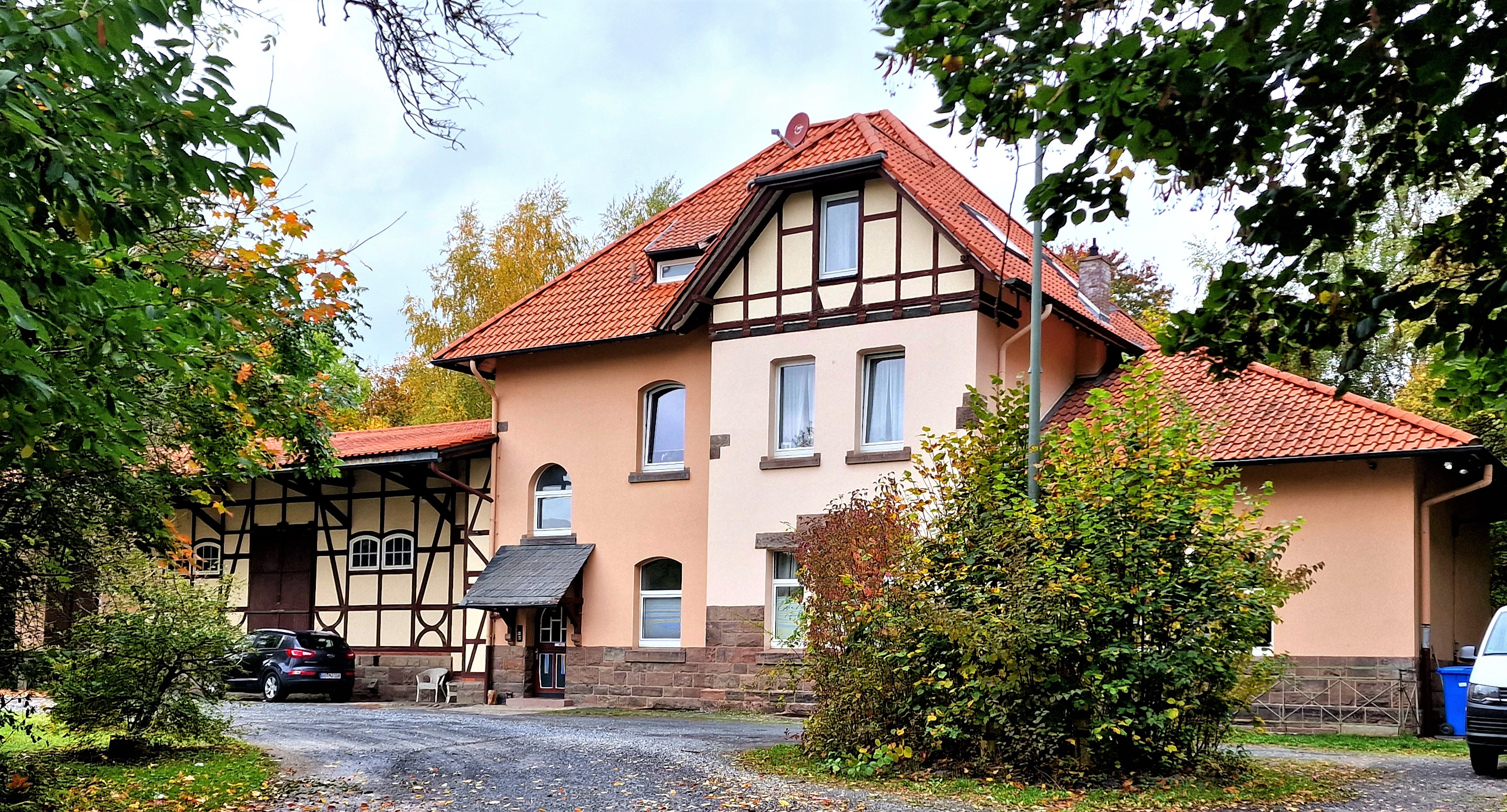
Ehemaliges Bahnhofsgebäude

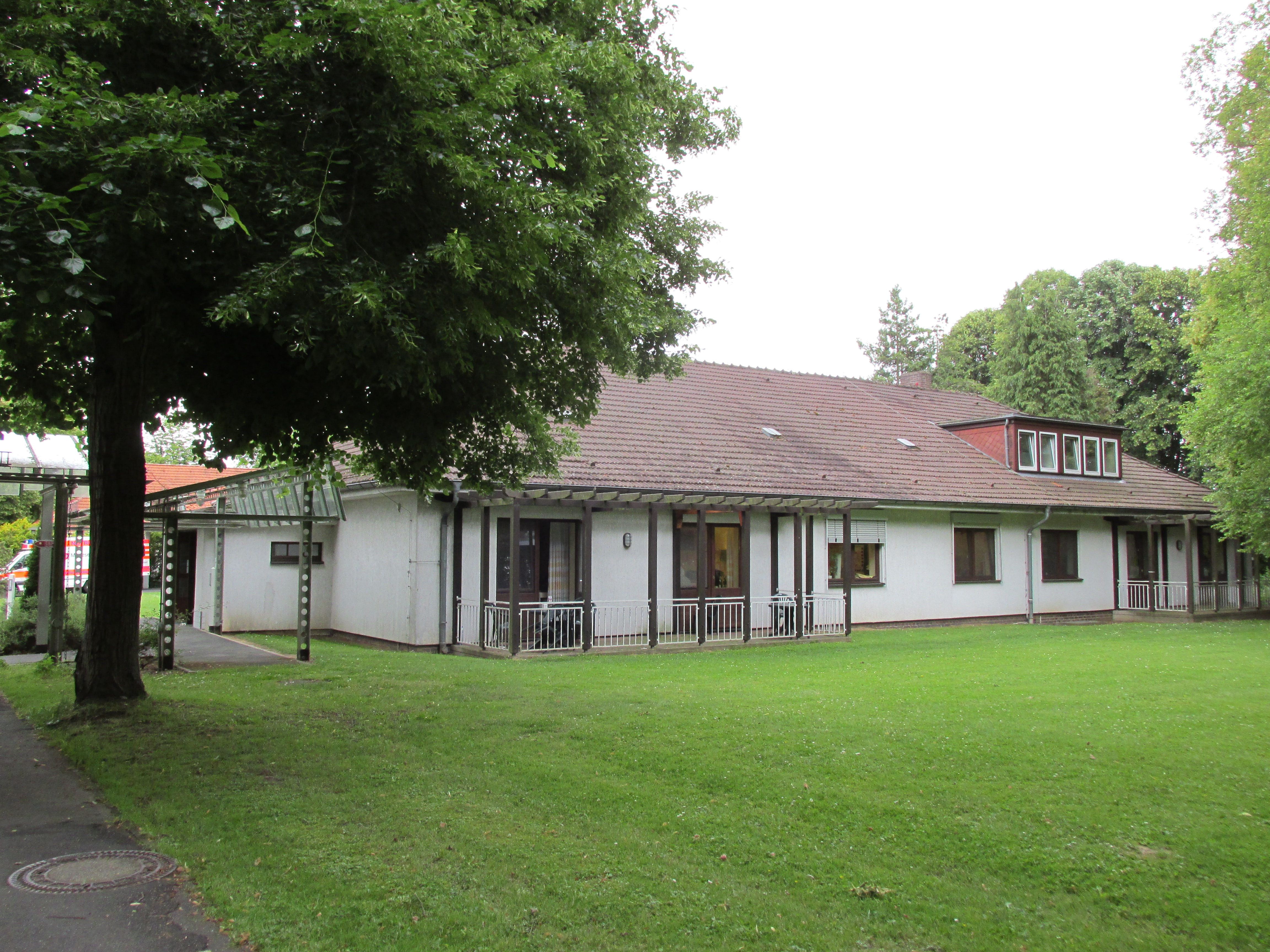
Gebäude D des ehemaligen Krankenhauses

Lenglern besaß ein Spezialkrankenhaus für Lungen- und Bronchialheilkunde, das dem Evangelischen Krankenhaus Weende angeschlossen war. Ein Bahnhaltepunkt befindet sich an der Bahnstrecke Göttingen–Bodenfelde.

## Persönlichkeiten
- Carl Ahlborn (1847–1940), Turnfunktionär